# Święta w Unii Europejskiej
Unia Europejska nie ustala świąt państwowych dla swoich państw członkowskich. Komisja Europejska ustala jednak dni wolne od pracy pracownikom instytucji Unii Europejskiej.

## Dni wolne od pracy w instytucjach Unii Europejskiej

### 2024
| Data                     | Polska nazwa                                                                |
| ------------------------ | --------------------------------------------------------------------------- |
| 1 stycznia               | Nowy Rok                                                                    |
| 2 stycznia               | dzień po Nowym Roku                                                         |
| 28 marca                 | Wielki Czwartek                                                             |
| 29 marca                 | Wielki Piątek                                                               |
| 1 kwietnia               | Poniedziałek Wielkanocny                                                    |
| 1 maja                   | Święto Pracy                                                                |
| 9 maja                   | czwartek, rocznica deklaracji Roberta Schumana z 1950 r. / Wniebowstąpienie |
| 10 maja                  | dzień po Wniebowstąpieniu                                                   |
| 20 maja                  | Zielone Świątki                                                             |
| 15 sierpnia              | Wniebowzięcie Najświętszej Marii Panny                                      |
| 1 listopada              | Wszystkich Świętych                                                         |
| 23 grudnia do 31 grudnia | 7 dni, koniec roku                                                          |

### 2023
| Data                     | Polska nazwa                                                                                        |
| ------------------------ | --------------------------------------------------------------------------------------------------- |
| 2 stycznia               | dzień po Nowym Roku                                                                                 |
| 6 kwietnia               | Wielki Czwartek                                                                                     |
| 7 kwietnia               | Wielki Piątek                                                                                       |
| 10 kwietnia              | Poniedziałek Wielkanocny                                                                            |
| 1 maja                   | Święto Pracy                                                                                        |
| 9 maja                   | rocznica deklaracji Roberta Schumana z 1950 r.                                                      |
| 18 maja                  | Święto Wniebowstąpienia                                                                             |
| 19 maja                  | dzień po Wniebowstąpieniu                                                                           |
| 29 maja                  | Drugi dzień Zielonych Świątek                                                                       |
| 23 czerwca*              | święto narodowe Luksemburga (przysługuje urzędnikom i innym pracownikom zatrudnionym w Luksemburgu) |
| 21 lipca*                | święto narodowe Belgii (przysługuje urzędnikom i innym pracownikom zatrudnionym w Brukseli)         |
| 15 sierpnia              | Wniebowzięcie Najświętszej Marii Panny                                                              |
| 1 listopada              | Wszystkich Świętych                                                                                 |
| 2 listopada              | Dzień Zaduszny                                                                                      |
| 25 grudnia do 29 grudnia | 5 dni, koniec roku                                                                                  |